# تک‌گویی

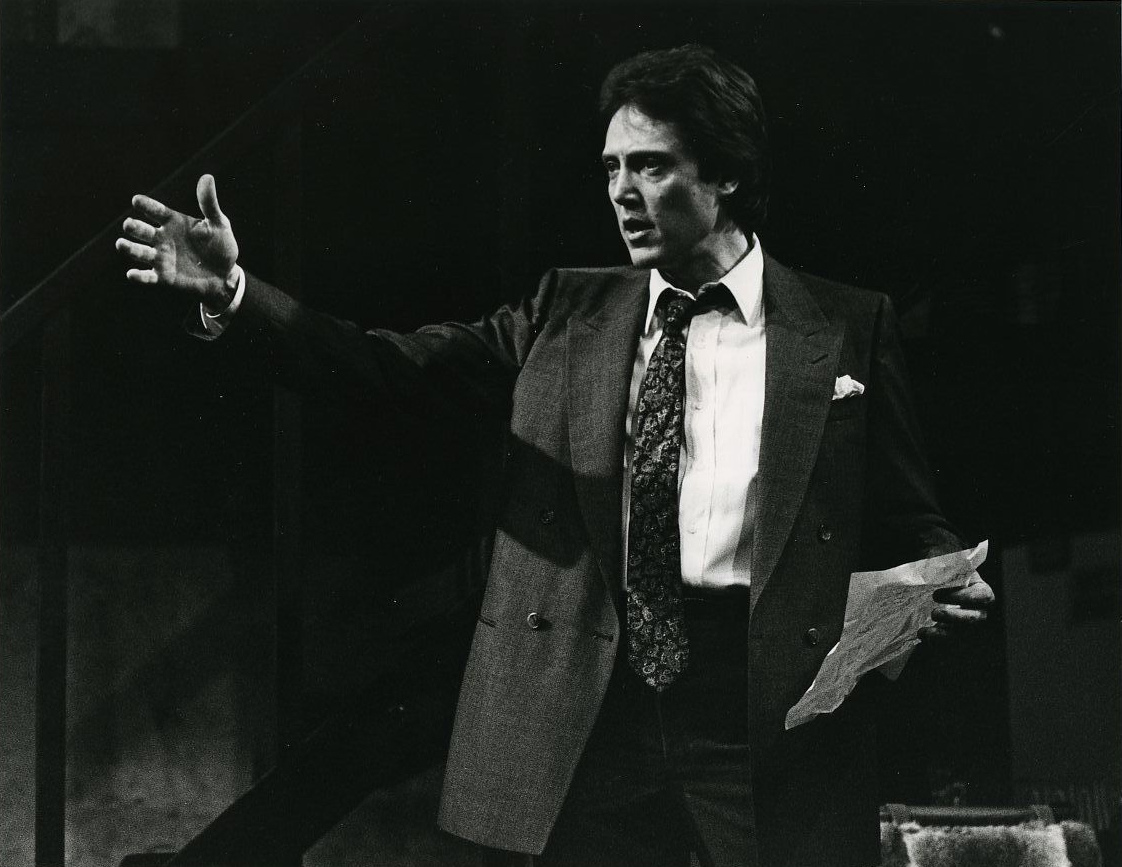
کریستوفر واکن (بازیگر) در حال اجرای مونولوگی در صحنه نمایش تئاتر: 1984 Hurlyburly

تک‌گویی یا مونولوگ (به انگلیسی: Monologue) یکی از شگردهای ادبیات داستانی و هنرهای نمایشی است که در آن شخصیت داستان یا گویندهٔ شعر خطابه یا داستان یا وصف و درددلی را به تنهایی، خطاب به خود یا بینندگان و شنوندگان، عرضه می‌کند و در برابر دیالوگ(همگویی) قرار می‌گیرد.
تک گویی ممکن است پاره‌ای از داستان و نمایشنامه را تشکیل دهد یا خود، داستان یا نمایشنامه‌ای مستقل باشد. قسمت‌های اولیهٔ شازده احتجاب نمونه‌ای از به کارگیری این شیوه در داستان است.
همچنین یکی از مشهورترین تک‌گویی‌ها در ادبیات قطعهٔ «بودن یا نبودن» از نمایشنامه هملت اثر شکسپیر است.
تک گویی انواع گوناگونی دارد: تک گویی ساده، تک گویی نمایشی، حدیث نفس، تک گویی درونی.
- تک‌گویی ساده: دراین نوع تک‌گویی، مخاطبِ راوی، خواننده است.[۲]
- تک‌گویی نمایشی: مخاطبِ راوی، شخصیتی در داستان است و راوی او را مورد خطاب قرار می‌دهد.[۲]
- خودگویی یا حدیث نفس: هنگامی که راوی از مخاطب (های) خود بی‌خبر است. مثلاً در تئاتر بازیگری که با خود حرف می‌زند و غیرمستقیم اطلاعاتی به تماشاگر می‌دهد. این تک‌گویی خطاب به خود است.[۲]
- تک‌گویی درونی: بازگویی افکاری که در ذهن راوی می‌گذرد. ذهن خوانی شخصیت داستان بدون این که به زبان بیاید.[۲]
  - جریان سیال ذهن: گونه‌ای تک‌گویی درونی است که فکرهای شخصیت داستان اغلب کلمه‌ها و جمله‌هایی آشفته و در هم است، و پایهٔ آن تداعی معانی بوده و خواننده را به‌طور غیرمستقیم با فکرها و واکنش شخصیت داستان نسبت به محیط اطرافش و سیر اندیشه و ناخودآگاه او آشنا می‌کند.
- برخوانی